# ノイエンガンメ
ノイエンガンメ（ドイツ語: Neuengamme、 ドイツ語発音）は、ドイツのハンブルク市ベルゲドルフ区の地域。エルベ川の支流ドーフェ・エルベ近くにあり、フィーアランデの一部にあたる。2016年時点の人口は3,691人。
ナチス・ドイツ期のノイエンガンメ強制収容所はこの地域に存在した。

## 地理

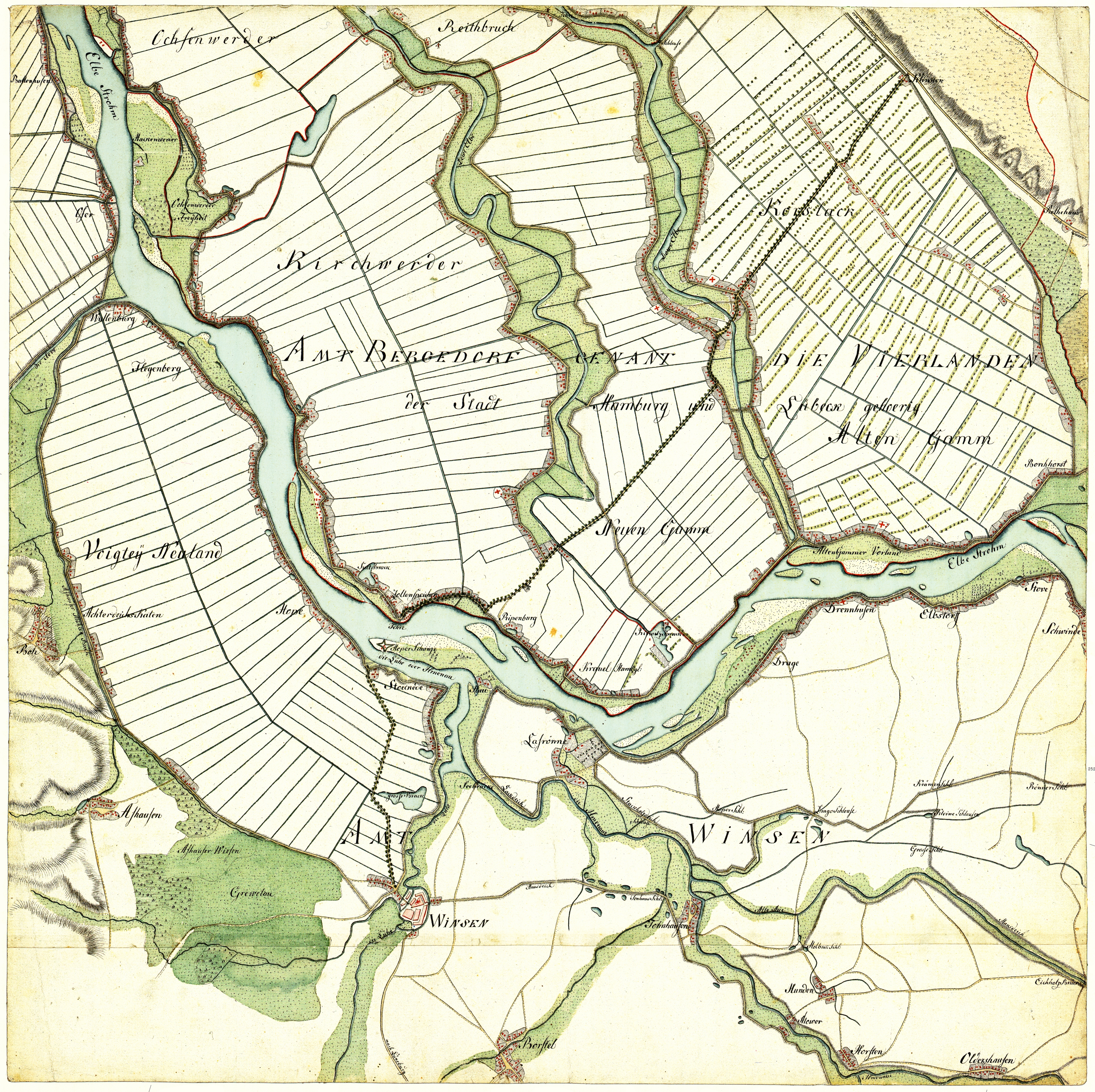
1790年頃のノイエンガンメ。地図はグスタフ・アドルフ・フォン・ファーレンドルフ作。

ノイエンガンメはハンブルク南東部に位置しており、2007年時点の面積は18.6 km²である。

## 歴史
1938年12月から1945年5月まで、ノイエンガンメ強制収容所が106,000人以上を収容し（副収容所を含む）、うち半分近くが死亡した。

## 人口統計
2010年時点の人口は3,479人で、人口密度は168人/km²。年齢別の比率は18歳未満が17.7%、65歳以上が20.2%。外国からの移民が2.3%を占め、また54人が失業と登録されている。

## 教育
2007年時点ではノイエンガンメに学校が存在しない。